# ウィリアム・ホッジ

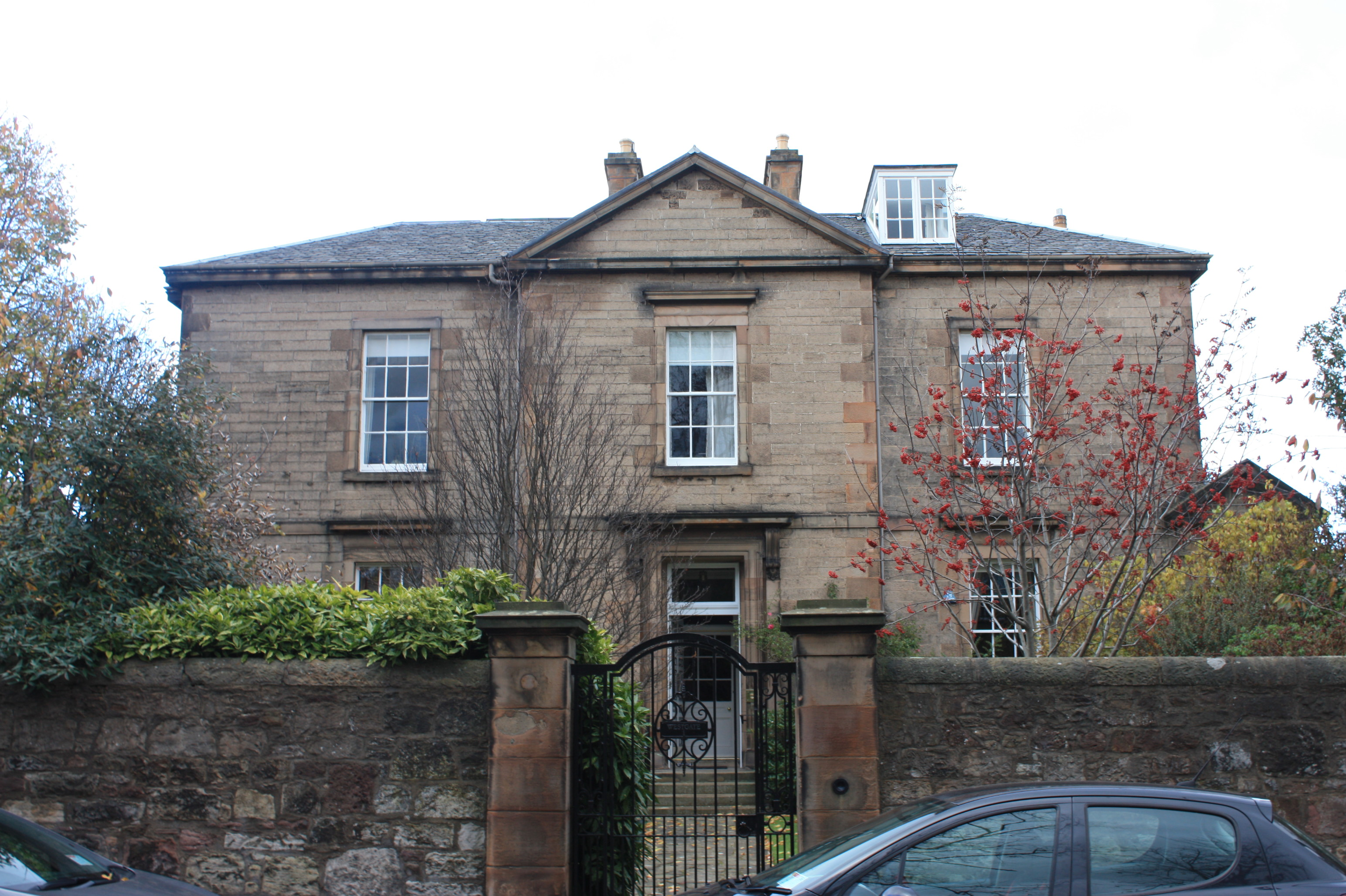
Hodge's home at 1 Church Hill Place, Edinburgh

サー・ウィリアム・ヴァーランス・ダグラス・ホッジ FRS FRSE（Sir William Vallance Douglas Hodge、1903年6月17日 - 1975年7月7日）はイギリスの数学者、特に幾何学者である。
代数幾何学と微分幾何学の間の広範囲にわたる位相幾何学的関係（現在ホッジ理論と呼ばれ、より一般にケーラー多様体に関連する）に対するホッジの発見は、幾何学におけるその後の発展に大きな影響を及ぼした。

## 生涯と経歴
ホッジは1903年にエディンバラに、公記録の検査官であるアーチバルド・ジェームズ・ホッジ（Archibald James Hodge）とその妻ジェーン・ヴァランス（Jane Vallance）との息子として生まれた。一家は、モーニングサイド地区のワンチャーチヒル街に住んだ。
ホッジはジョージ・ワトソン大学に入学し、エディンバラ大学で学び、1923年に修士号を得た。E. T. ホイッテーカー（その息子のJ. M. ホイッテーカーは大学時代の友人）からの助力により、ホッジはケンブリッジ数学優等卒業試験を受けた。ケンブリッジでは、幾何学者H.F. ベイカーの影響下にあった。1925年に2つ目の修士号を得た。
1926年ホッジはブリストル大学にて教員の地位につき、代数幾何学のイタリア学派、特にフランチェスコ・セヴェリにより提出された問題と、ソロモン・レフシェッツの位相幾何学的手法の間の境界領域について研究を始めた。アティヤの回想によれば、1931年レフシェッツとホッジはケンブリッジのマックス・ニューマンの部屋で会議をし、問題を解決しようとしていた。最後にはレフシェッツは納得した。1928年、ホッジはエディンバラ王立協会のフェローに選出された。推薦人はエドマンド・テイラー・ホイッテーカー卿とラルフ・サムプソン、チャールズ・バークラ、チャールズ・ゴールトン・ダーウィンだった。ホッジは1964年から1968年の期間、Gunning Victoria Jubilee賞を授与された。
1930年ホッジはケンブリッジのセントジョンズカレッジにて研究奨学金を授与された。レフシェッツがいたプリンストン大学で1931年から1932年までの1年間を過ごし、ジョンズ・ホプキンズ大学でオスカー・ザリスキも訪問した。この時、ホッジはド・ラームの定理を理解し、ホッジスター作用を定義した。それにより、ホッジは調和形式を定義し、そしてド・ラーム理論を洗練することができた。
ケンブリッジに帰ると、1933年大学講師の地位を与えられた。ホッジはケンブリッジで天文学と幾何学のロウンディーン教授となり、1936年から1970年までその地位に就いた。ホッジはDPMMS(純粋数学・数理統計学部門)の最初の部門長となった。1938年ロンドン王立協会のフェローに選出される。
ホッジは1958年から1970年までケンブリッジのペンブルック・カレッジの学長であり、1959年から1965年まで王立協会の副会長だった。ホッジは1959年ナイト爵位を授けられた。その他の栄誉としては、1937年アダムズ賞を、1974年王立協コプリメダルを受け取った。
ホッジは1975年7月7日ケンブリッジにて死去した。

## 業績
ホッジの指数定理は、代数曲面上の曲線に対する交点数理論の結果である。定理は、対応する二次形式の符号を決定する。この結果は、代数幾何学のイタリア学派により追求されたが、レフシェッツの位相幾何学的手法により証明された。
調和積分の理論と応用は1930年代のホッジの一般理論の開発を要約したものである。これは、ラプラシアン理論の一つのケーラー計量の存在と共に始まる。それは、射影空間自体がそのような計量を伴うため、(複素、射影、非特異を仮定した)代数多様体Vに応用される。ド・ラームコホモロジーの用語では、次数kのコホモロジー類はあるk-form α on V(C)により表現される。唯一の代表系はないが、調和形式のアイデアを導入することにより(ホッジはそれにもかかわらずそれらを「integrals」と呼んだ)、それらはラプラス方程式の解となり、唯一のαが得られる。これは、（正則微分dziとその複素共役により張られた余接空間である）αを組み立てるために固定したdziの数字pによれば、
Hk(V(C), C)
を部分空間
Hp,q
に分裂させる重要で即座に従う結果である。その部分空間の次元はホッジ数である。
このホッジ分解は基本的なツールである。次元hp,qは、識別可能な幾何学的意味を持った部分に細分することにより、ベッチ数を洗練させるだけでなく、ホッジ分解それ自身が複素ベクトル空間における変化する「フラグ」として、モジュライ問題に関連した意味を持つ。広い言い方をすれば、ホッジ理論は代数多様体の離散的・連続的双方の分類に貢献するのである。
他の人々によるさらなる発展は、特異多様体上の混合ホッジ構造のアイデアと、エタールコホモロジーとの深いアナロジーに到った。

## ホッジ予想
「中間の」空間Hp,pに関するホッジ予想は一般の場合、まだ未解決である。この予想は、クレイ数学研究所により提起された七つのミレニアム問題の一つである。

## 解説
ホッジは、ダニエル・ペドーと共に、多くの具体的な内容をもつ古典的な代数幾何学についての3巻からなる著作『代数幾何学の方法』を執筆した。この本はしかし、エリ・カルタンが「指数のらんちき騒ぎ(the debauch of indices)」と呼んだ事柄を描写している。アティヤによれば、これはH. F. ベイカーの『幾何学原理』をアップデートし、置き換えることが意図されている。

## 家族
1929年ホッジは、キャスリーン・アン・キャメロンと結婚した。

## 著作物
- Hodge, W. V. D. (1941), The Theory and Applications of Harmonic Integrals, Cambridge University Press, ISBN 978-0-521-35881-1, MR0003947
- Hodge, W. V. D.; Pedoe, D. (1994) [1947], Methods of Algebraic Geometry, Volume I (Book II), Cambridge University Press, ISBN 978-0-521-46900-5[8]
- Hodge, W. V. D.; Pedoe, Daniel (1994) [1952], Methods of Algebraic Geometry: Volume 2 Book III: General theory of algebraic varieties in projective space. Book IV: Quadrics and Grassmann varieties., Cambridge Mathematical Library, Cambridge University Press, ISBN 978-0-521-46901-2, MR0048065[9]
- Hodge, W. V. D.; Pedoe, Daniel (1994) [1954], Methods of Algebraic Geometry: Volume 3, Cambridge University Press, ISBN 978-0-521-46775-9[10]